# Phường 4, Quận 11
Phường 4 là một phường thuộc Quận 11, Thành phố Hồ Chí Minh, Việt Nam.
Phường 4 có diện tích 0,17 km², dân số năm 2021 là 8.758 người,  mật độ dân số đạt 51.517 người/km².